# Acacia crispula
Acacia crispula é uma espécie de leguminosa do gênero Acacia, pertencente à família Fabaceae.